# Drados
Drados (llamada oficialmente Santo Isidoro de Drados) es una parroquia y un lugar español del municipio de Chandreja de Queija, en la provincia de Orense, Galicia.

## Organización territorial
La parroquia está formada por una entidad de población:
- Drados

## Demografía
Gráfica demográfica del lugar y parroquia de Drados según el INE español:
| Gráfica de evolución demográfica de Drados entre 2000 y 2022 |
|                                                              |
| Datos según el nomenclátor publicado por el INE.             |